# HAT-P-3 b
HAT-P-3 b (Teberda) – planeta pozasłoneczna znajdująca się w konstelacji Wielkiej Niedźwiedzicy w odległości około 457 lat świetlnych od Ziemi. Planeta ta została odkryta 28 lipca 2007 w programie HATNet dzięki obserwacji tranzytu. Obiega ona gwiazdę HAT-P-3 (GSC 03466-00819).
Planeta HAT-P-3 b okrąża swoją macierzystą gwiazdę w ciągu niecałych 3 dni. Masa planety wynosi ok. 0,6 masy Jowisza, a jej promień to 0,8 RJ. HAT-P-3 b obiega swoją gwiazdę w odległości 0,04 jednostki astronomicznej od niej.

## Nazwa
Planeta ma nazwę własną Teberda, pochodzącą od rzeki Teberda w Kaukazie Północnym w Rosji, której szybki przepływ skojarzył się proponującym z szybkim obiegiem planety wokół gwiazdy. Nazwa została wyłoniona w konkursie zorganizowanym w 2019 roku przez Międzynarodową Unię Astronomiczną w ramach stulecia istnienia organizacji. Uczestnicy z Rosji mogli wybrać nazwę dla tej planety. Spośród nadesłanych propozycji zwyciężyła nazwa Teberda dla planety i Dombay dla gwiazdy.